# Hilarimorpha singularis
Hilarimorpha singularis är en tvåvingeart som beskrevs av Webb 1974. Hilarimorpha singularis ingår i släktet Hilarimorpha och familjen Hilarimorphidae.
Artens utbredningsområde är British Columbia. Inga underarter finns listade i Catalogue of Life.